# Cézan
Cézan (Cesan en gascon) est une commune française située dans le centre du département du Gers en région Occitanie. Sur le plan historique et culturel, la commune est dans le Pays de Gaure, un territoire au cœur de la Gascogne caractérisé par ses champs céréaliers et d'oléagineux, entrecoupés de maigres bois et prairies.
Exposée à un climat océanique altéré, elle est drainée par la Coulègne et par divers autres petits cours d'eau.
Cézan est une commune rurale qui compte 203 habitants en 2022, après avoir connu un pic de population de 588 habitants en 1831.  Elle fait partie de l'aire d'attraction d'Auch. Ses habitants sont appelés les Cézanais ou  Cézanaises.

## Géographie

### Communes limitrophes
Les communes limitrophes sont  Castéra-Verduzan, Jegun, Larroque-Saint-Sernin, Lavardens, Préchac et Réjaumont.
|                  | Larroque-Saint-Sernin | Réjaumont |
| Castéra-Verduzan | Cézan                 | Préchac   |
| Jegun            | Lavardens             |           |

### Géologie et relief
Cézan se situe en zone de sismicité 1 (sismicité très faible).

### Hydrographie

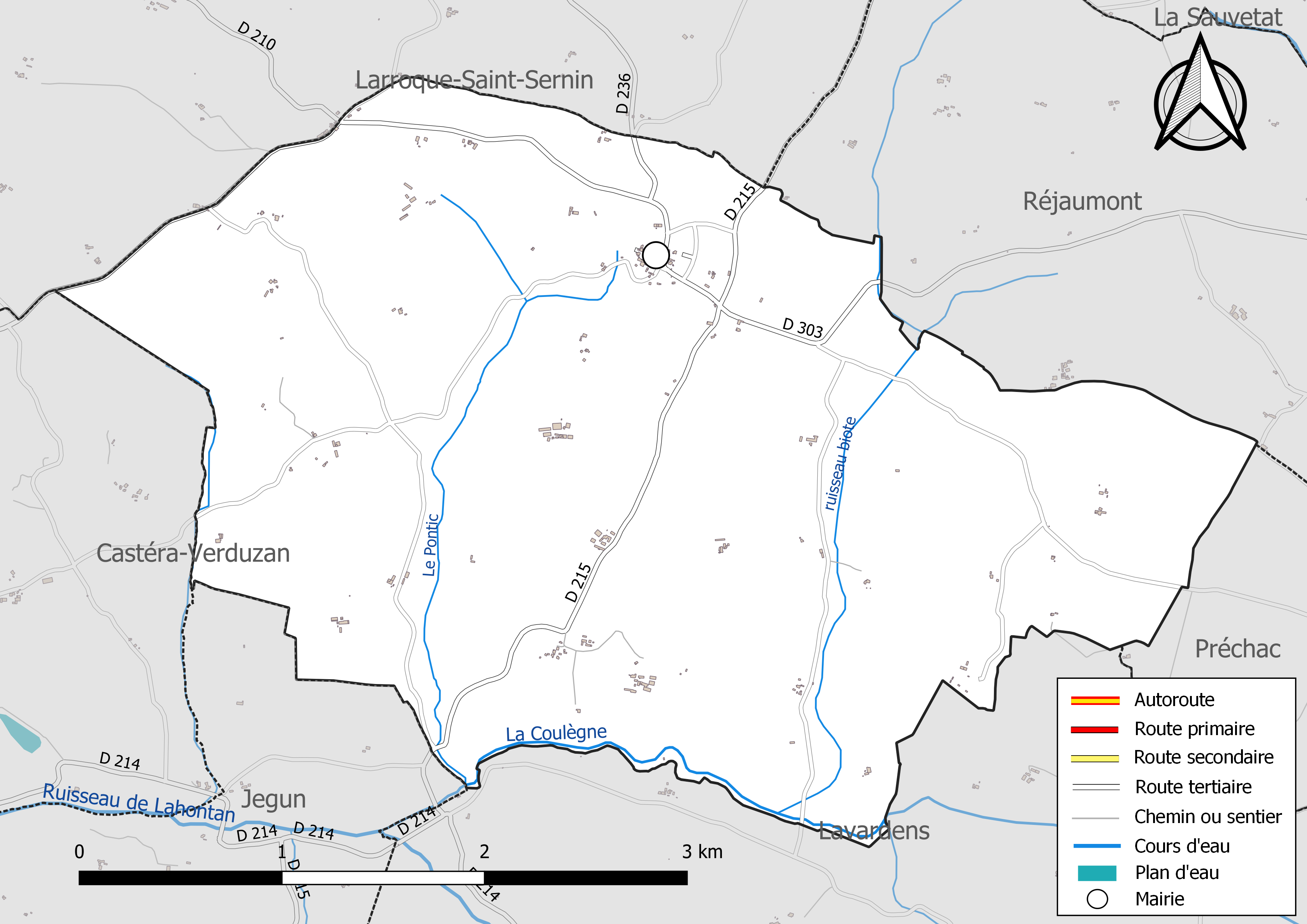
Réseaux hydrographique et routier de Cézan.

La commune est dans le bassin de la Garonne, au sein du bassin hydrographique Adour-Garonne. Elle est drainée par la Coulègne, le Pontic, le ruisseau biote, le ruisseau de Masca et par divers petits cours d'eau, qui constituent un réseau hydrographique de 9 km de longueur totale,.

### Climat
Pour des articles plus généraux, voir Climat de l'Occitanie et Climat du Gers.
En 2010, le climat de la commune est de type climat du Bassin du Sud-Ouest, selon une étude s'appuyant sur une série de données couvrant la période 1971-2000. En 2020, Météo-France publie une typologie des climats de la France métropolitaine dans laquelle la commune est exposée à un climat océanique altéré et est dans la région climatique Aquitaine, Gascogne, caractérisée par une pluviométrie abondante au printemps, modérée en automne, un faible ensoleillement au printemps, un été chaud (19,5 °C), des vents faibles, des brouillards fréquents en automne et en hiver et des orages fréquents en été (15 à 20 jours).
Pour la période 1971-2000, la température annuelle moyenne est de 13,7 °C, avec une amplitude thermique annuelle de 15,7 °C. Le cumul annuel moyen de précipitations est de 779 mm, avec 10 jours de précipitations en janvier et 6,3 jours en juillet. Pour la période 1991-2020, la température moyenne annuelle observée sur la station météorologique la plus proche, située sur la commune de Beaucaire à 10 km à vol d'oiseau, est de 13,8 °C et le cumul annuel moyen de précipitations est de 775,9 mm,. Pour l'avenir, les paramètres climatiques de la commune estimés pour 2050 selon différents scénarios d'émission de gaz à effet de serre sont consultables sur un site dédié publié par Météo-France en novembre 2022.

### Milieux naturels et biodiversité
Aucun espace naturel présentant un intérêt patrimonial n'est recensé sur la commune dans l'inventaire national du patrimoine naturel,,.

## Urbanisme

### Typologie
Au 1er janvier 2024, Cézan est catégorisée commune rurale à habitat très dispersé, selon la nouvelle grille communale de densité à sept niveaux définie par l'Insee en 2022.
Elle est située hors unité urbaine. Par ailleurs la commune fait partie de l'aire d'attraction d'Auch, dont elle est une commune de la couronne,. Cette aire, qui regroupe 112 communes, est catégorisée dans les aires de 50 000 à moins de 200 000 habitants,.

### Occupation des sols
L'occupation des sols de la commune, telle qu'elle ressort de la base de données européenne d’occupation biophysique des sols Corine Land Cover (CLC), est marquée par l'importance des territoires agricoles (100 % en 2018), une proportion identique à celle de 1990 (100 %). La répartition détaillée en 2018 est la suivante : 
terres arables (86,2 %), zones agricoles hétérogènes (11,1 %), prairies (2,7 %). L'évolution de l’occupation des sols de la commune et de ses infrastructures peut être observée sur les différentes représentations cartographiques du territoire : la carte de Cassini (XVIIIe siècle), la carte d'état-major (1820-1866) et les cartes ou photos aériennes de l'IGN pour la période actuelle (1950 à aujourd'hui).

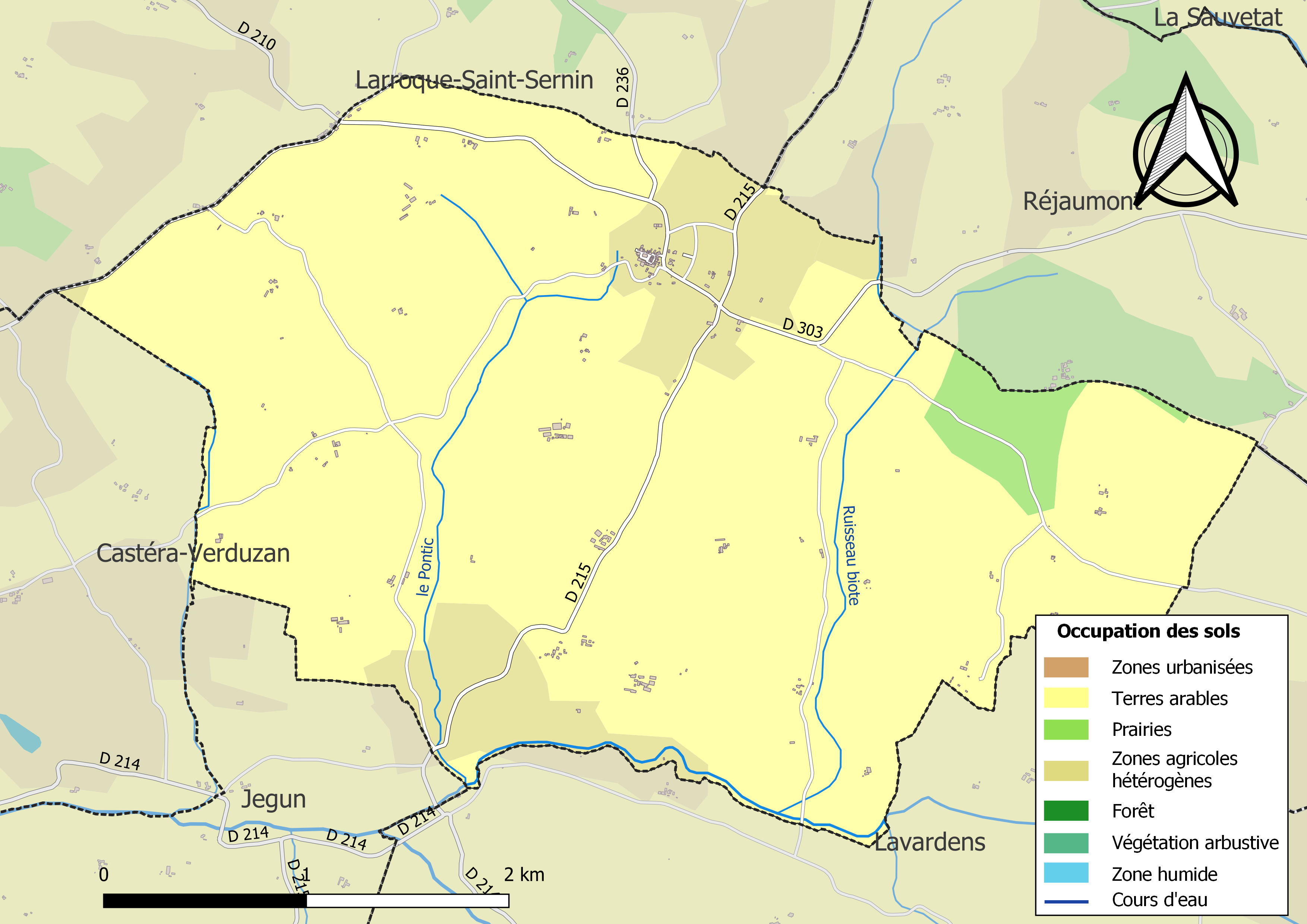
Carte des infrastructures et de l'occupation des sols de la commune en 2018 (CLC).

### Voies de communication et transports

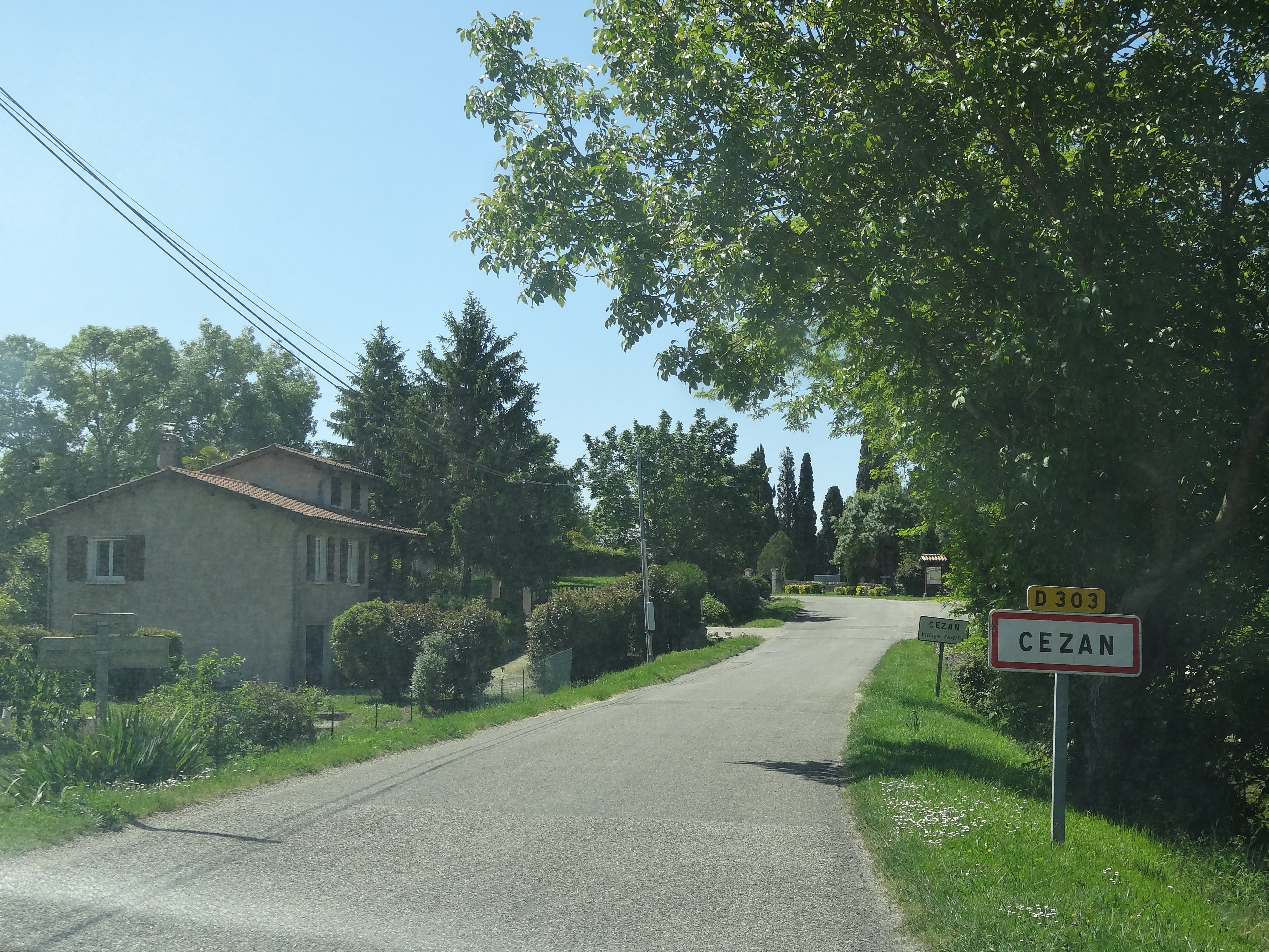
Entrée nord du village.

### Risques majeurs
Le territoire de la commune de Cézan est vulnérable à différents aléas naturels : météorologiques (tempête, orage, neige, grand froid, canicule ou sécheresse) et séisme (sismicité très faible). Un site publié par le BRGM permet d'évaluer simplement et rapidement les risques d'un bien localisé soit par son adresse soit par le numéro de sa parcelle.

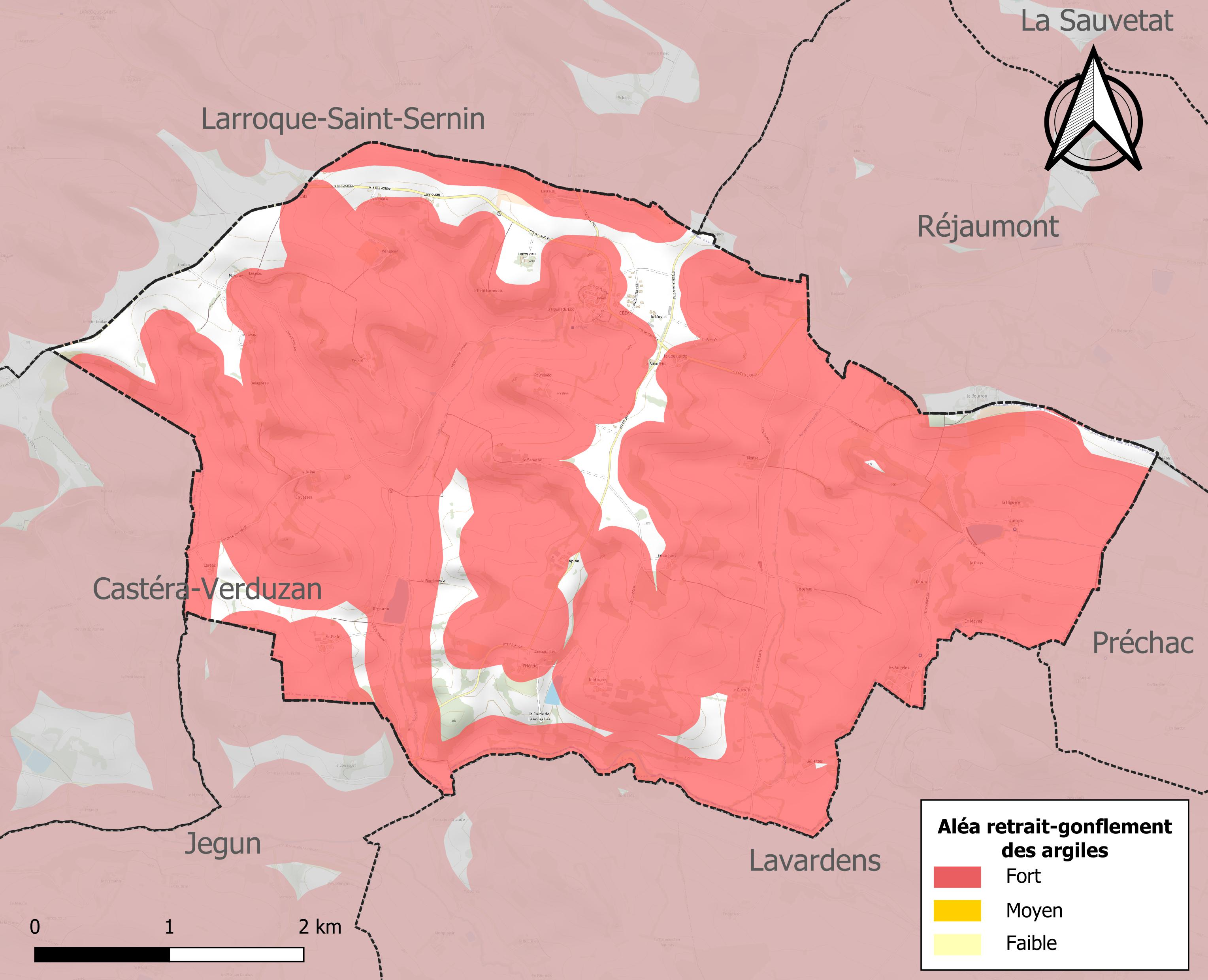
Carte des zones d'aléa retrait-gonflement des sols argileux de Cézan.

Le retrait-gonflement des sols argileux est susceptible d'engendrer des dommages importants aux bâtiments en cas d’alternance de périodes de sécheresse et de pluie. 86,9 % de la superficie communale est en aléa moyen ou fort (94,5 % au niveau départemental et 48,5 % au niveau national). Sur les 127 bâtiments dénombrés sur la commune en 2019, 99 sont en aléa moyen ou fort, soit 78 %, à comparer aux 93 % au niveau départemental et 54 % au niveau national. Une cartographie de l'exposition du territoire national au retrait gonflement des sols argileux est disponible sur le site du BRGM,.
Par ailleurs, afin de mieux appréhender le risque d’affaissement de terrain, l'inventaire national des cavités souterraines permet de localiser celles situées sur la commune.
La commune a été reconnue en état de catastrophe naturelle au titre des dommages causés par les inondations et coulées de boue survenues en 1999 et 2009. Concernant les mouvements de terrains, la commune a été reconnue en état de catastrophe naturelle au titre des dommages causés par la sécheresse en 1992, 2000, 2002, 2012 et 2017 et par des mouvements de terrain en 1999.

## Toponymie
Le nom est d'origine latine: Caetius.

## Histoire
Village autrefois fortifié, à l'entrée on trouve encore les vestiges du château féodal.
On continue de retracer le passé grâce au chemin de ronde, à la tour carrée et au puits situé au centre du village.

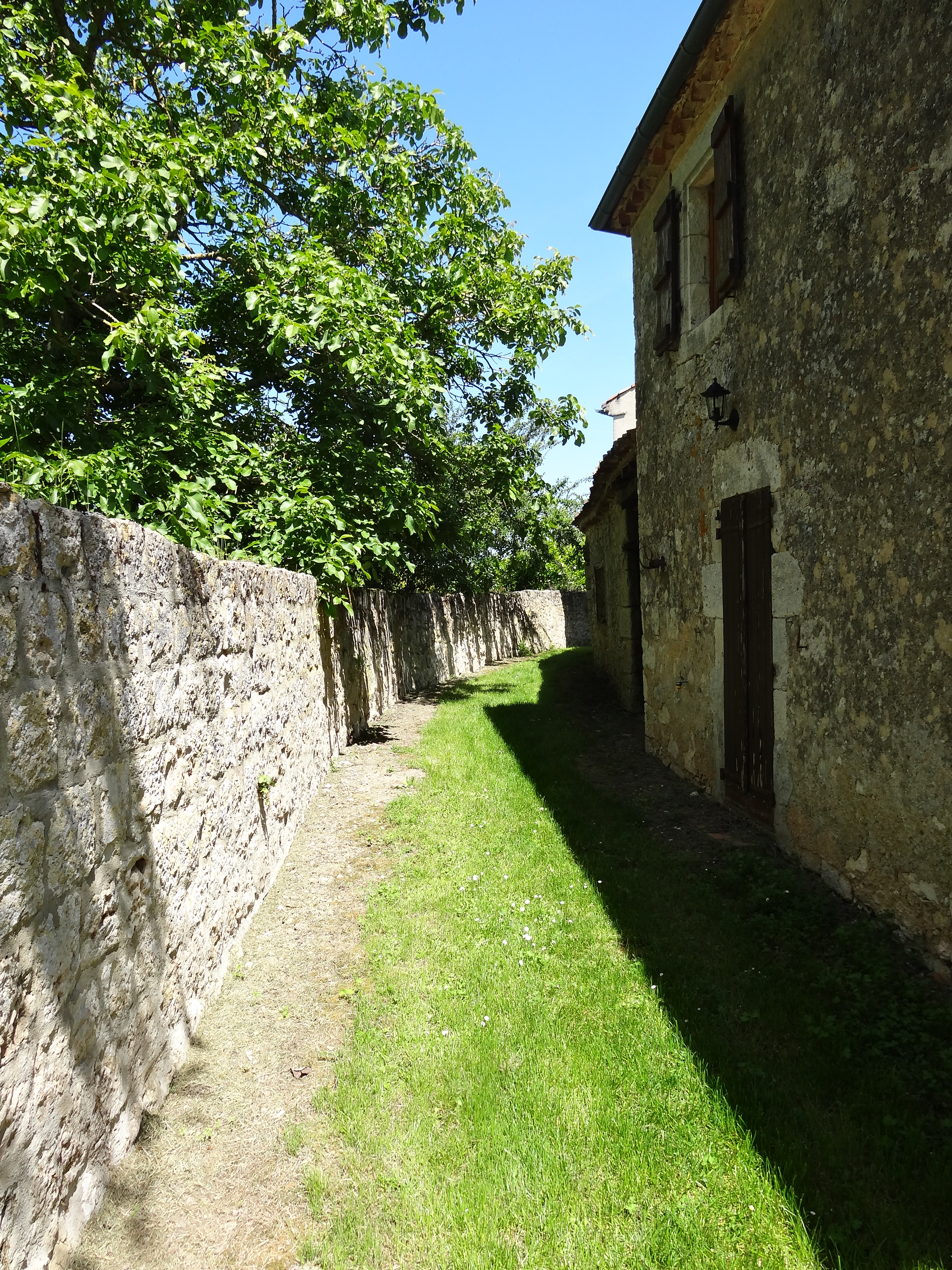
Chemin de ronde.
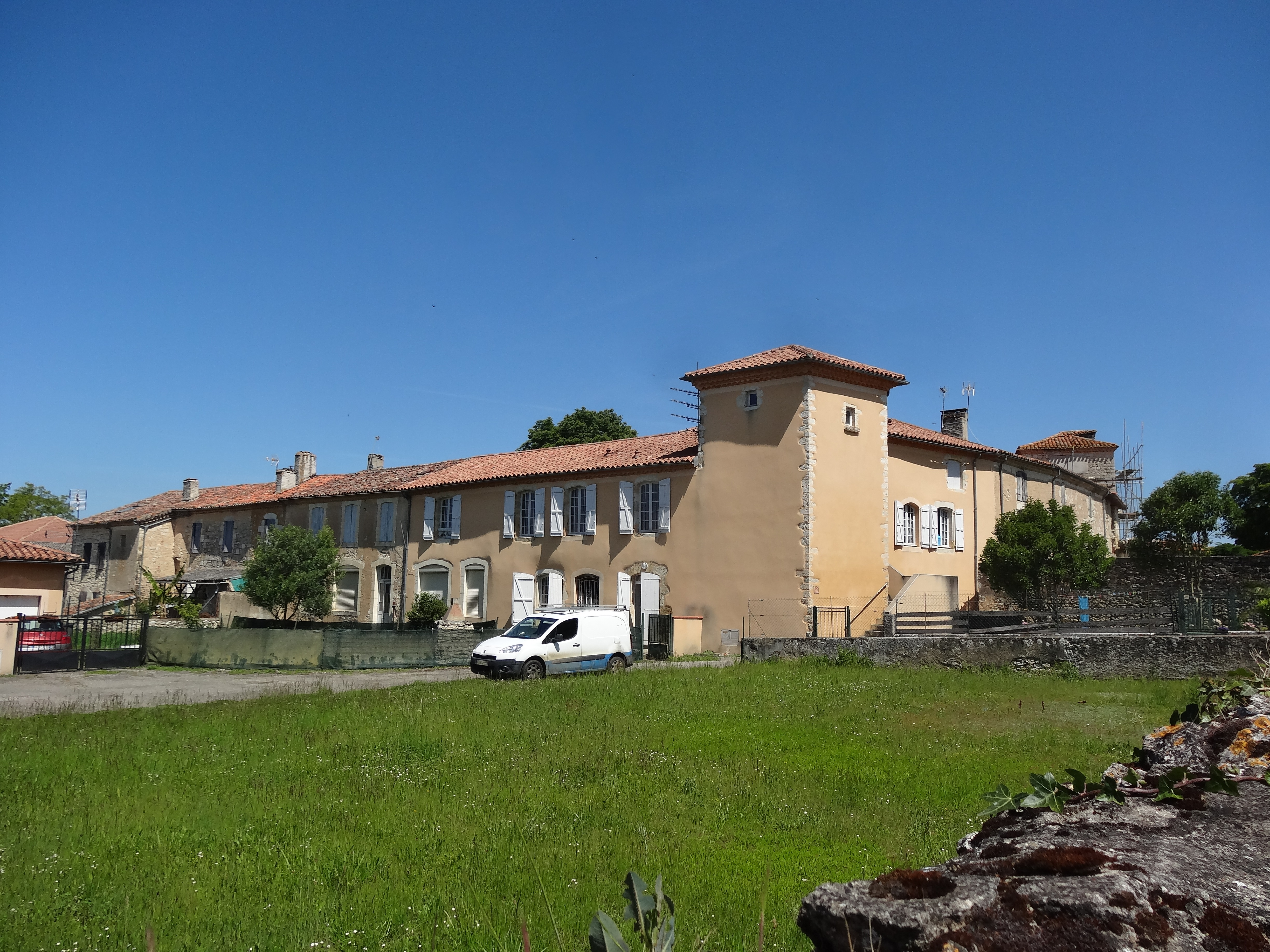
Maisons et tour d'angle.
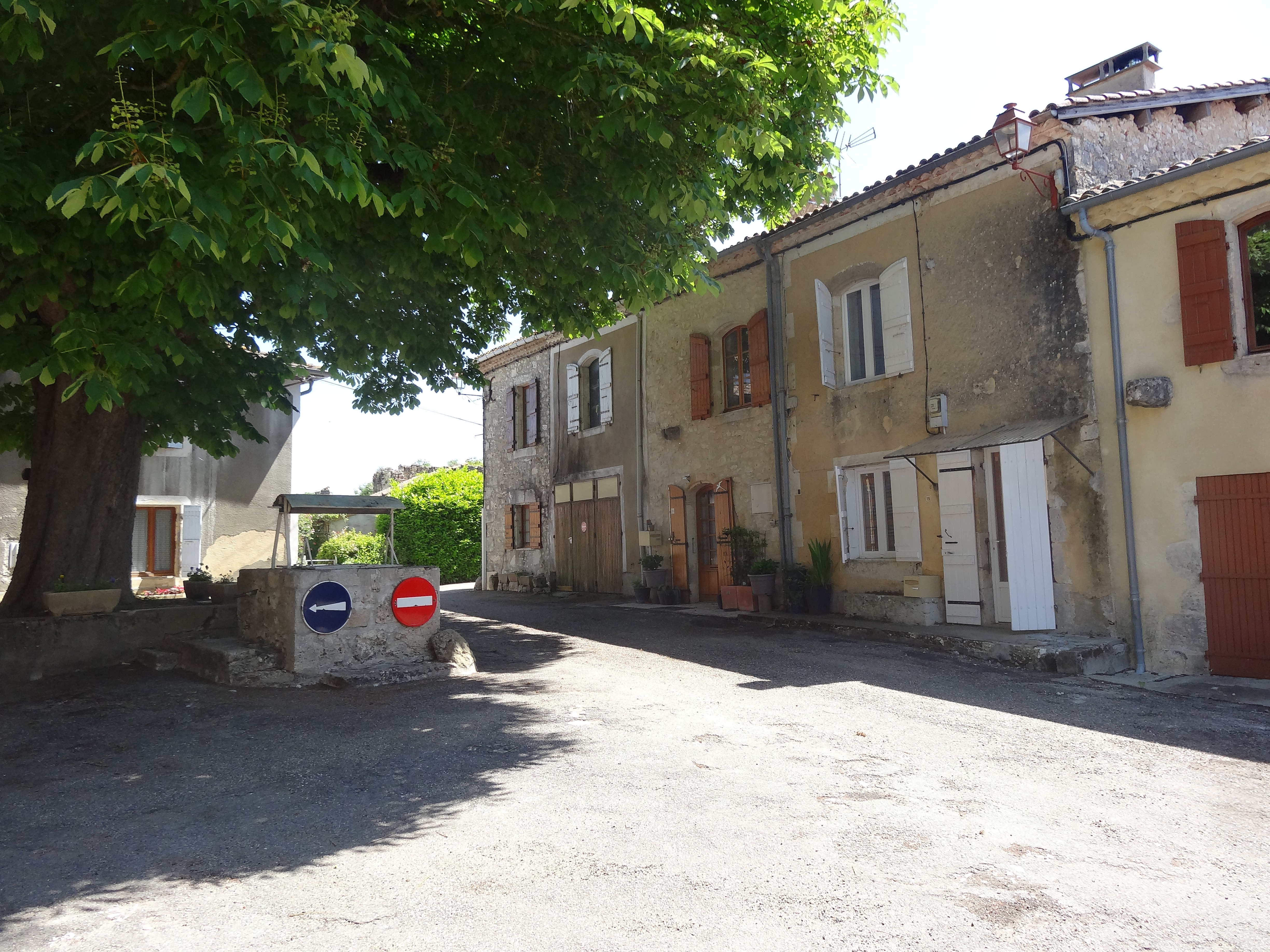
Puits situé au cœur du village.

### Manifestations culturelles et festivités

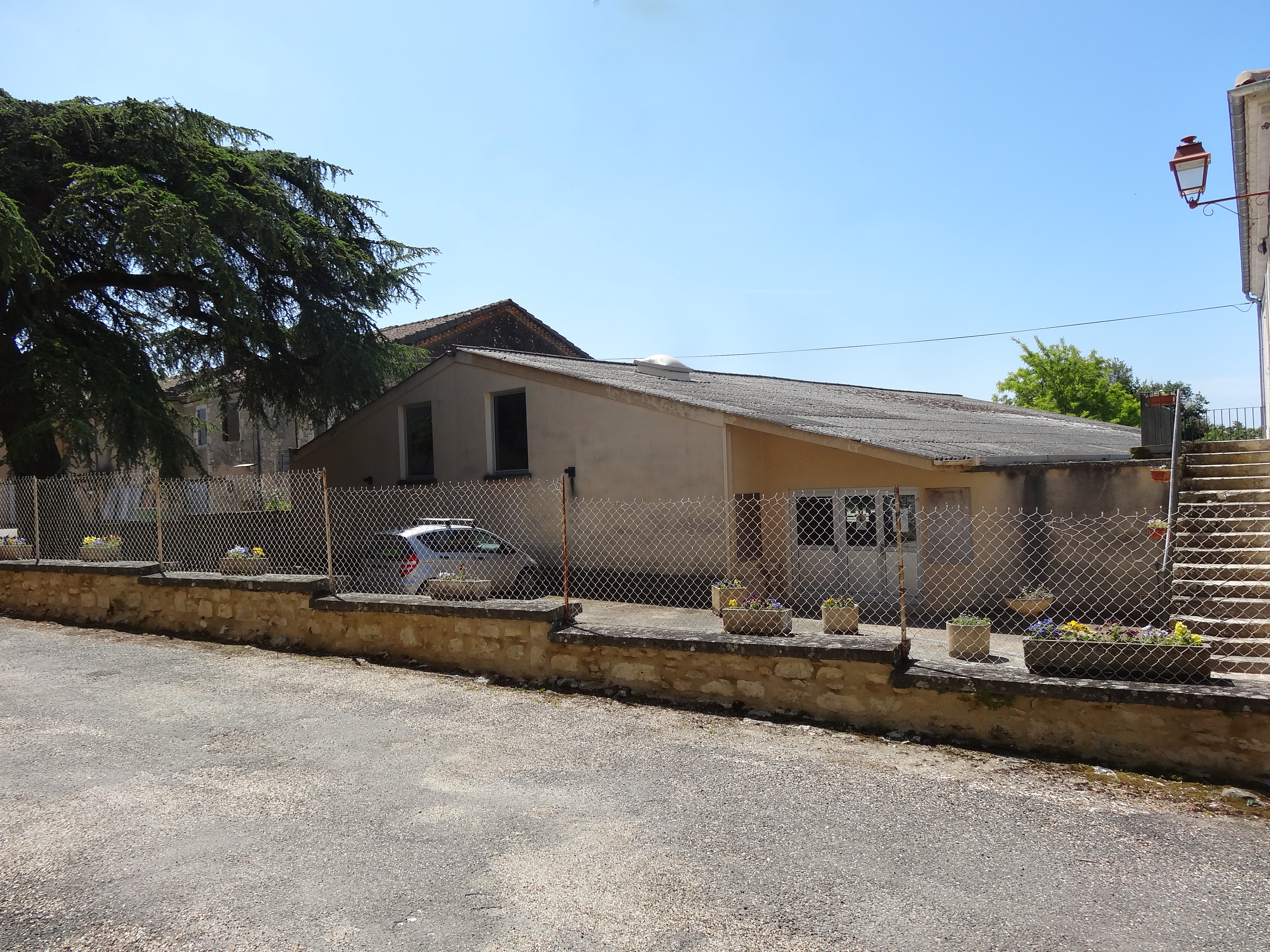
La salle des fêtes.

## Politique et administration

### Liste des maires

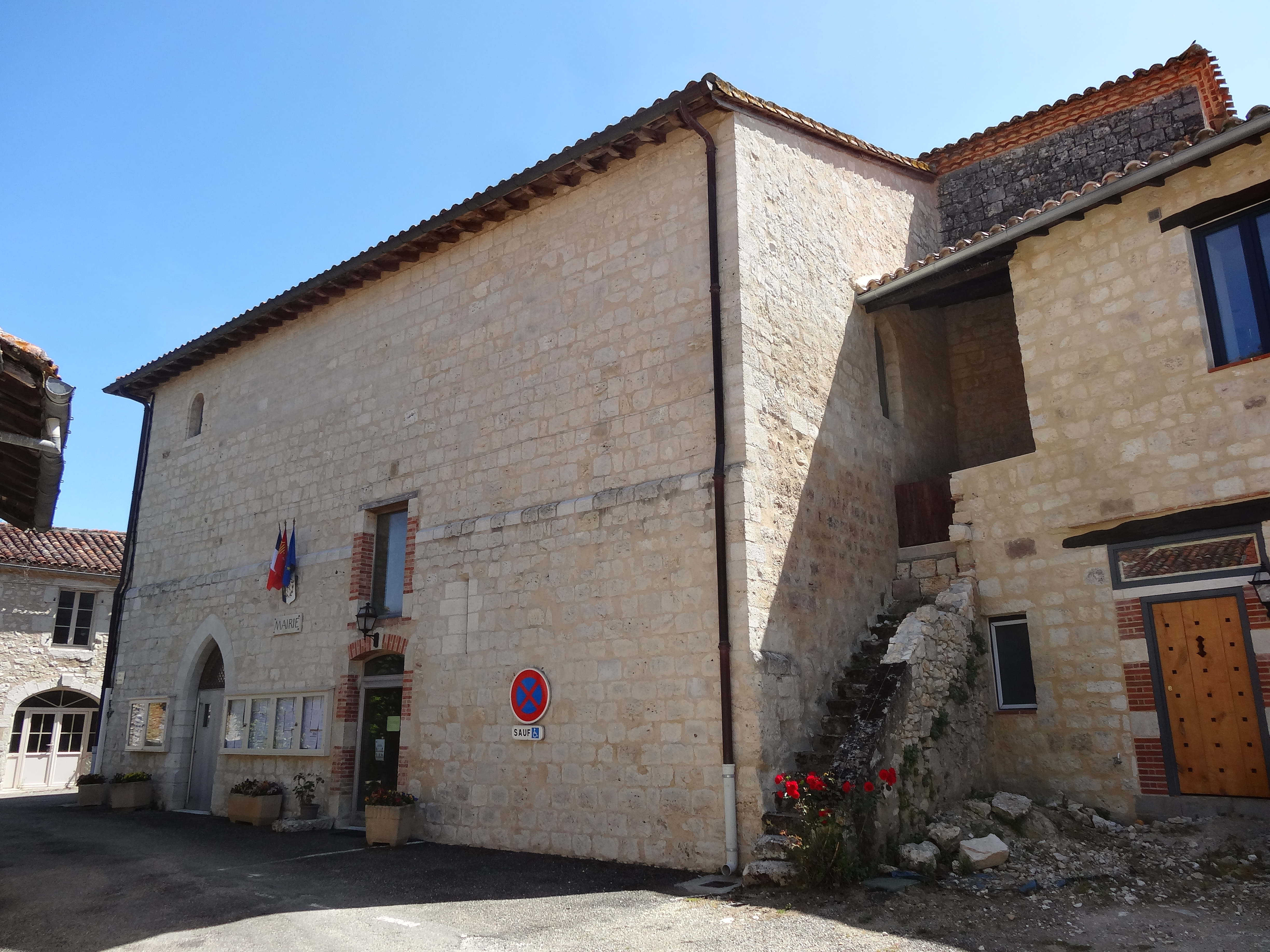
La mairie.

| Période                                  | Période   | Identité        | Étiquette | Qualité              |
| ---------------------------------------- | --------- | --------------- | --------- | -------------------- |
| avant 1981                               | ?         | Marius Datas    | PS        |                      |
| mars 2001                                | mars 2008 | Amédée Cintas   |           |                      |
| mars 2008                                | mai 2020  | Gaulthier Datas | DVG       | Agriculteur retraité |
| mai 2020                                 | En cours  | Bernard Sanchez |           | Agriculteur          |
| Les données manquantes sont à compléter. |           |                 |           |                      |

## Population et société

### Démographie
L'évolution du nombre d'habitants est connue à travers les recensements de la population effectués dans la commune depuis 1793. Pour les communes de moins de 10 000 habitants, une enquête de recensement portant sur toute la population est réalisée tous les cinq ans, les populations de référence des années intermédiaires étant quant à elles estimées par interpolation ou extrapolation. Pour la commune, le premier recensement exhaustif entrant dans le cadre du nouveau dispositif a été réalisé en 2006.

En 2022, la commune comptait 203 habitants, en évolution de −8,56 % par rapport à 2016 (Gers : +1,04 %, France hors Mayotte : +2,11 %).
| 1793 | 1800 | 1806 | 1821 | 1831 | 1841 | 1846 | 1851 | 1856 |
| ---- | ---- | ---- | ---- | ---- | ---- | ---- | ---- | ---- |
| 471  | 375  | 479  | 543  | 588  | 577  | 532  | 516  | 486  |

| 1861 | 1866 | 1872 | 1876 | 1881 | 1886 | 1891 | 1896 | 1901 |
| ---- | ---- | ---- | ---- | ---- | ---- | ---- | ---- | ---- |
| 465  | 492  | 436  | 442  | 410  | 402  | 355  | 318  | 307  |

| 1906 | 1911 | 1921 | 1926 | 1931 | 1936 | 1946 | 1954 | 1962 |
| ---- | ---- | ---- | ---- | ---- | ---- | ---- | ---- | ---- |
| 312  | 316  | 262  | 274  | 267  | 267  | 225  | 232  | 206  |

| 1968 | 1975 | 1982 | 1990 | 1999 | 2006 | 2011 | 2016 | 2021 |
| ---- | ---- | ---- | ---- | ---- | ---- | ---- | ---- | ---- |
| 203  | 165  | 152  | 158  | 150  | 153  | 178  | 222  | 211  |

| 2022 | - | - | - | - | - | - | - | - |
| ---- | - | - | - | - | - | - | - | - |
| 203  | - | - | - | - | - | - | - | - |

## Économie

### Revenus
En 2018  (données Insee publiées en septembre 2021), la commune compte 89 ménages fiscaux, regroupant 196 personnes. La médiane du revenu disponible par unité de consommation est de 18 520 € (20 820 € dans le département).

### Emploi
|                | 2008  | 2013  | 2018   |
| -------------- | ----- | ----- | ------ |
| Commune        | 6,1 % | 6,4 % | 11,5 % |
| Département    | 6,1 % | 7,5 % | 8,2 %  |
| France entière | 8,3 % | 10 %  | 10 %   |

En 2018, la population âgée de 15 à 64 ans s'élève à 150 personnes, parmi lesquelles on compte 73 % d'actifs (61,5 % ayant un emploi et 11,5 % de chômeurs) et 27 % d'inactifs,. En  2018, le taux de chômage communal (au sens du recensement) des 15-64 ans est supérieur à celui de la France et du département, alors qu'il était inférieur à celui de la France en 2008.
La commune fait partie de la couronne de l'aire d'attraction d'Auch, du fait qu'au moins 15 % des actifs travaillent dans le pôle,. Elle compte 30 emplois en 2018, contre 27 en 2013 et 22 en 2008. Le nombre d'actifs ayant un emploi résidant dans la commune est de 92, soit un indicateur de concentration d'emploi de 32,8 % et un taux d'activité parmi les 15 ans ou plus de 58,1 %.
Sur ces 92 actifs de 15 ans ou plus ayant un emploi, 22 travaillent dans la commune, soit 24 % des habitants. Pour se rendre au travail, 85,7 % des habitants utilisent un véhicule personnel ou de fonction à quatre roues, 1,1 % s'y rendent en deux-roues, à vélo ou à pied et 13,2 % n'ont pas besoin de transport (travail au domicile).

### Activités hors agriculture
16 établissements sont implantés  à Cézan au 31 décembre 2019.
Le secteur des activités spécialisées, scientifiques et techniques et des activités de services administratifs et de soutien est prépondérant sur la commune puisqu'il représente 56,3 % du nombre total d'établissements de la commune (9 sur les 16 entreprises implantées  à Cézan), contre 14,4 % au niveau départemental.

### Agriculture
La commune est dans le « Haut-Armagnac », une petite région agricole occupant le centre du département du Gers. En 2020, l'orientation technico-économique de l'agriculture  sur la commune est l'exploitation de grandes cultures (hors céréales et oléoprotéagineuses).
|               | 1988  | 2000  | 2010  | 2020  |
| ------------- | ----- | ----- | ----- | ----- |
| Exploitations | 22    | 16    | 13    | 11    |
| SAU (ha)      | 1 005 | 1 017 | 1 053 | 1 207 |

Le nombre d'exploitations agricoles en activité et ayant leur siège dans la commune est passé de 22 lors du recensement agricole de 1988  à 16 en 2000 puis à 13 en 2010 et enfin à 11 en 2020, soit une baisse de 50 % en 32 ans. Le même mouvement est observé à l'échelle du département qui a perdu pendant cette période 51 % de ses exploitations,. La surface agricole utilisée sur la commune a quant à elle augmenté, passant de 1 005 ha en 1988 à 1 207 ha en 2020. Parallèlement la surface agricole utilisée moyenne par exploitation a augmenté, passant de 46 à 110 ha.

## Culture locale et patrimoine

### Lieux et monuments

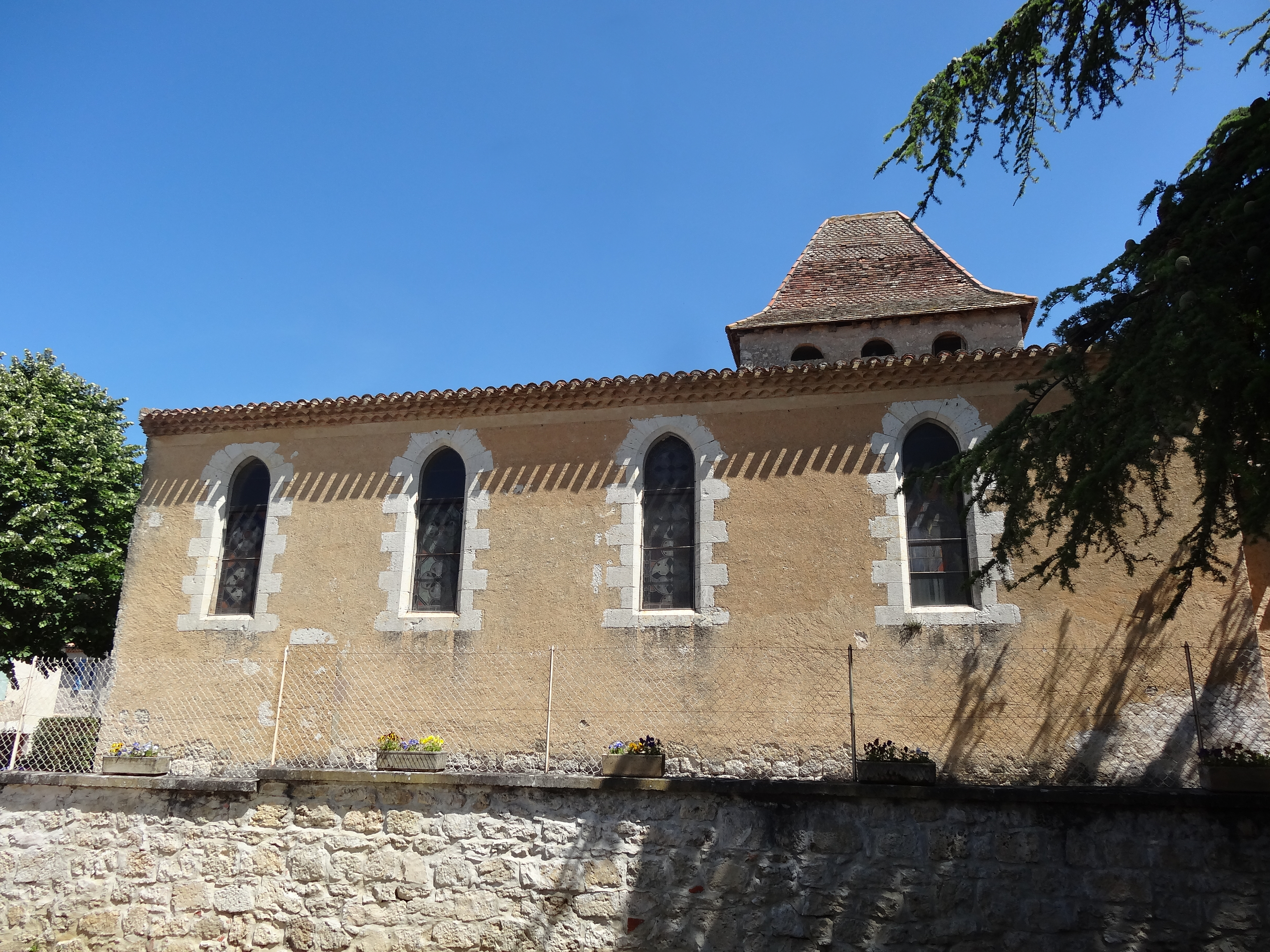
L'église Sainte-Eulalie.

- L'église Sainte-Eulalie date du XVIe siècle, elle a été remaniée en 1879. L'église présente un clocher et des voûtes d'ogives de pierre et voûtains en brique.

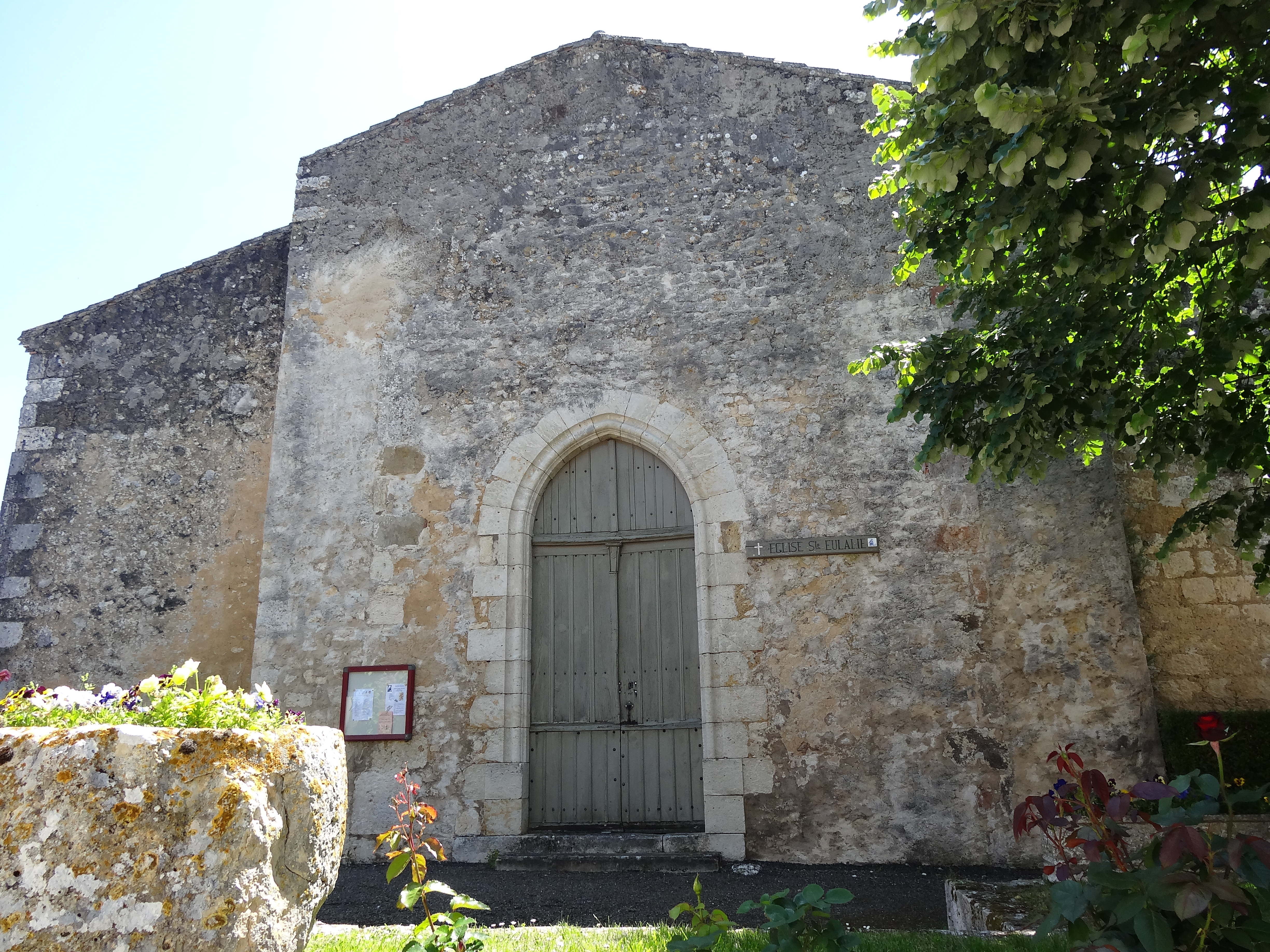
Façade ouest de l’église.
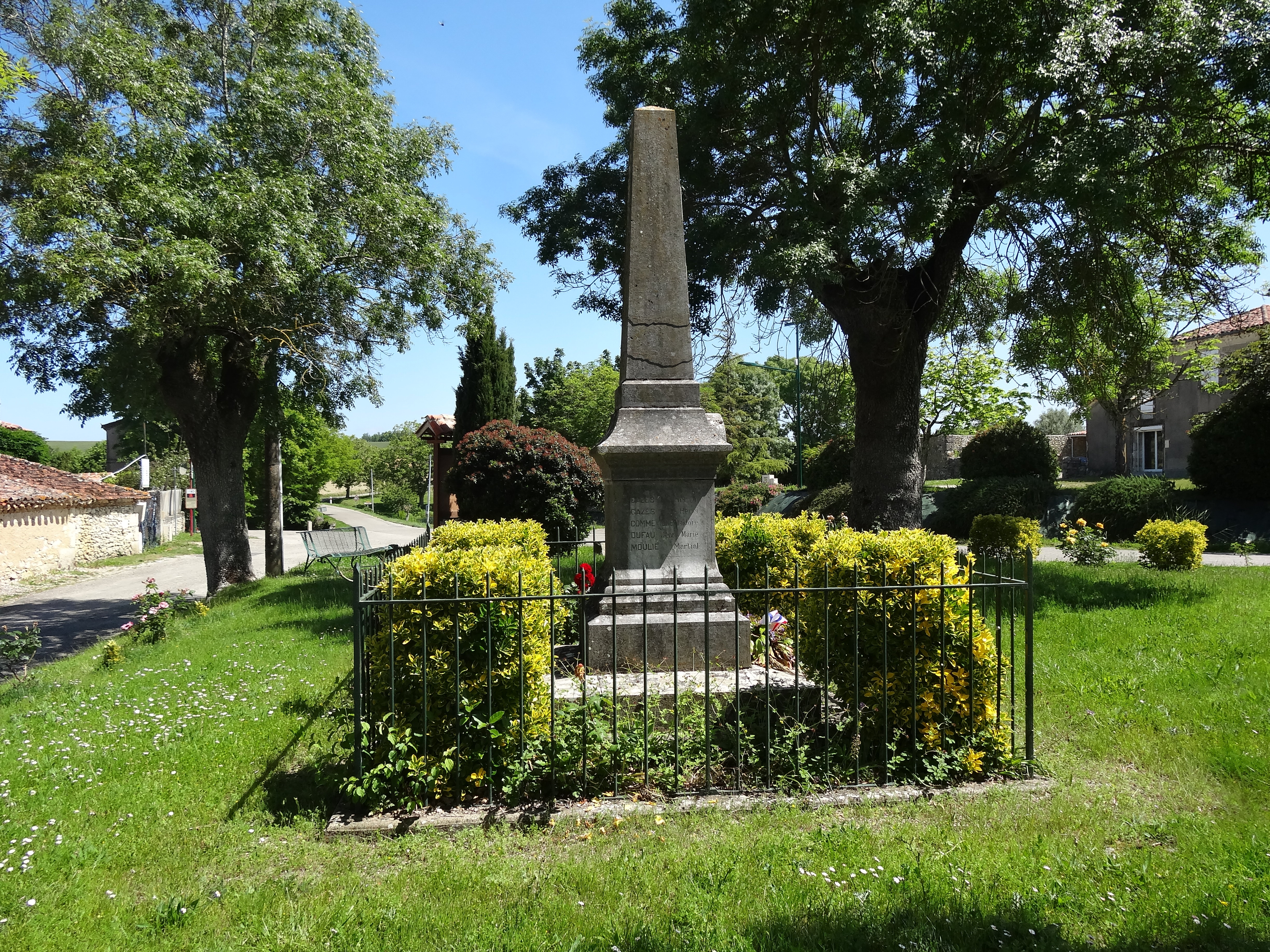
Monument aux morts.
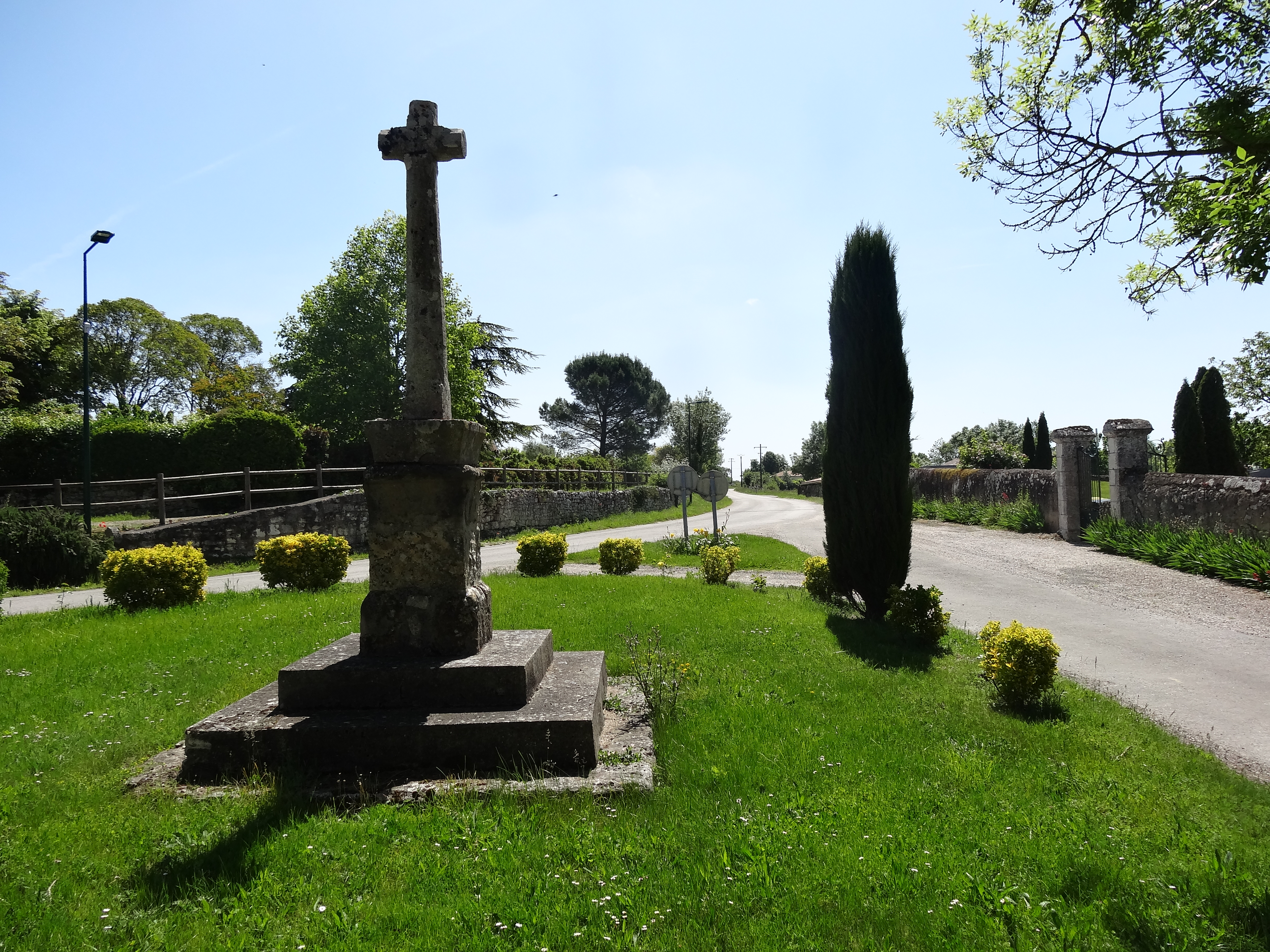
Croix.
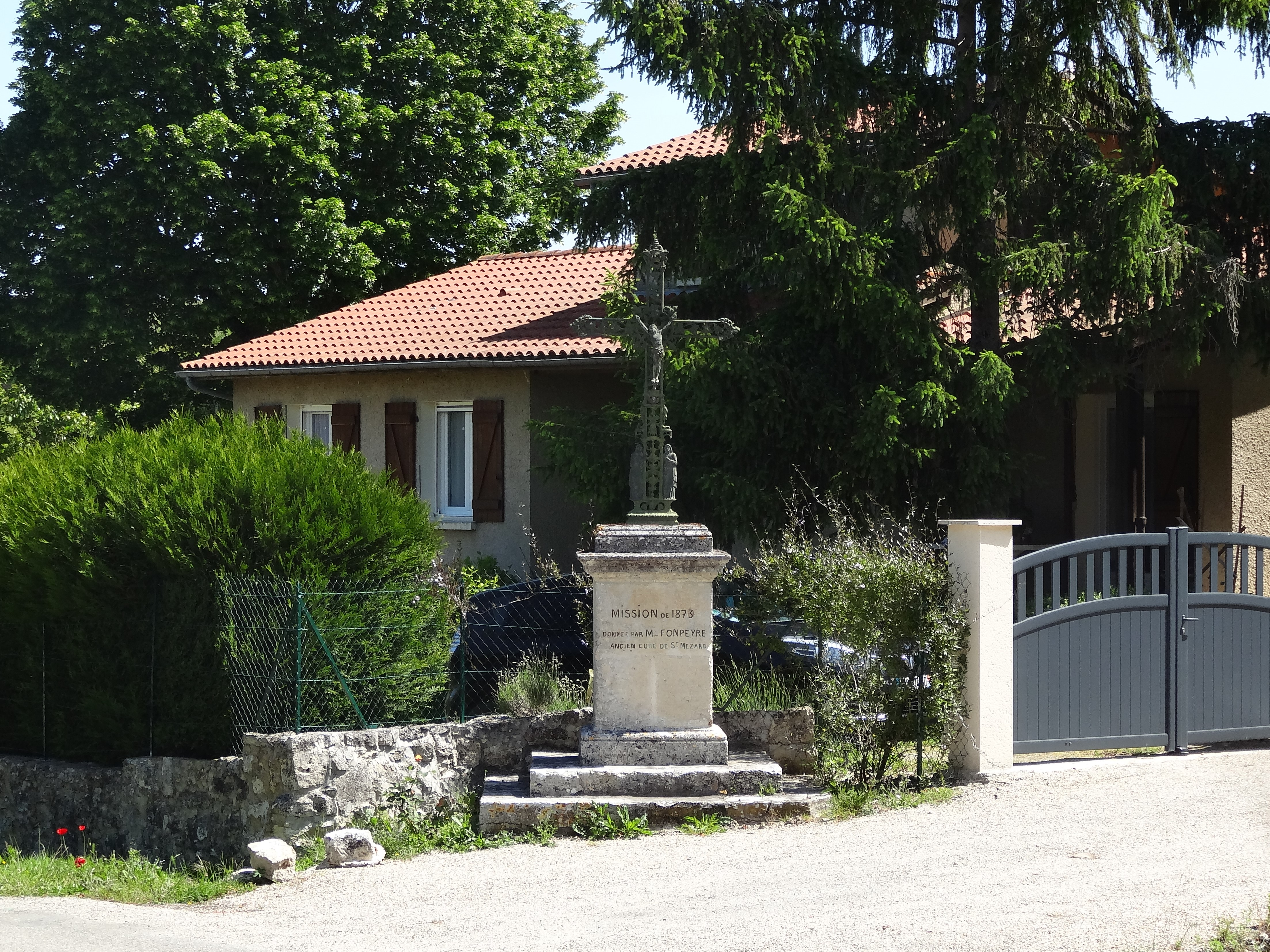
Croix de mission.
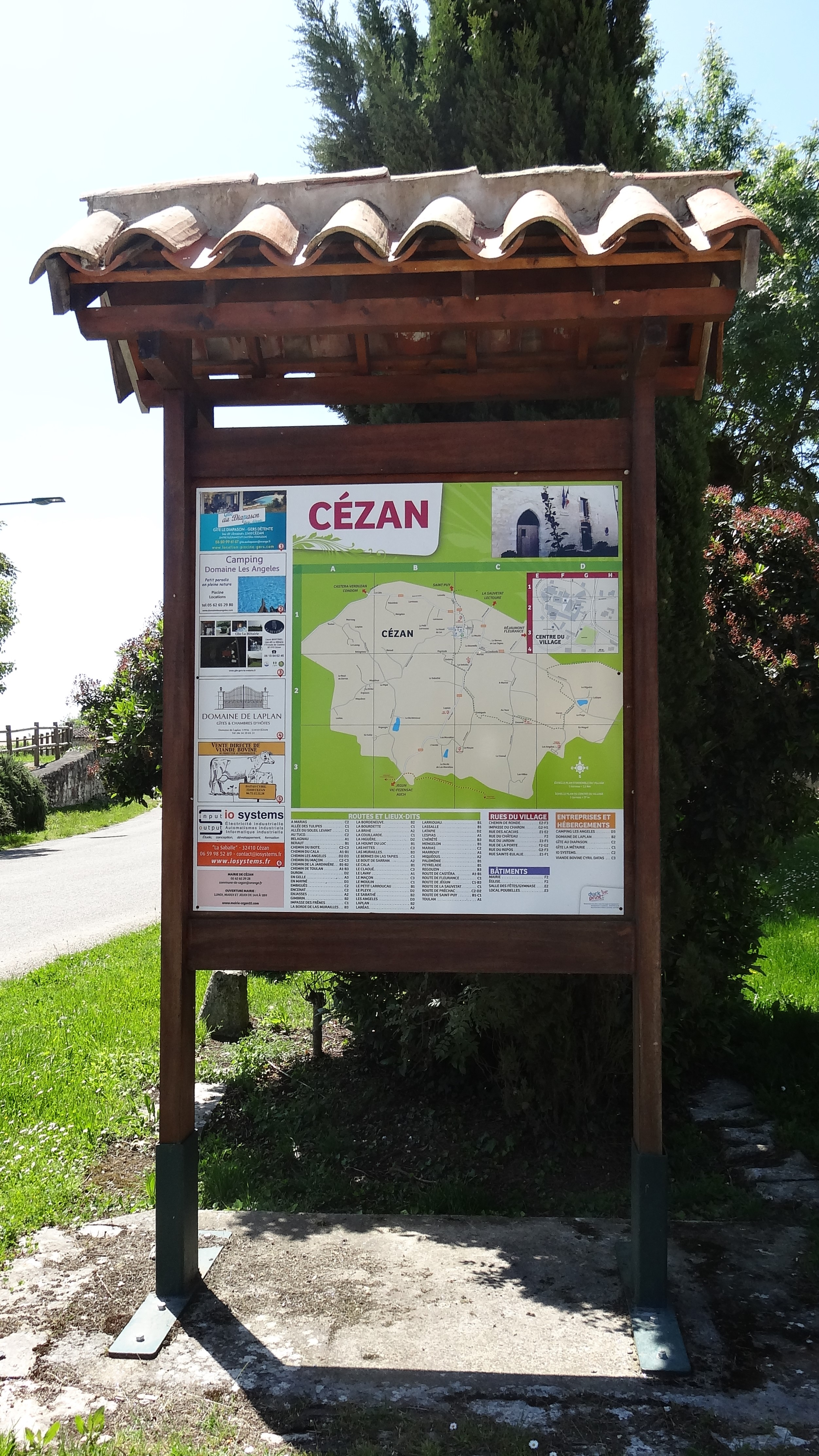
Panneau explicatif.
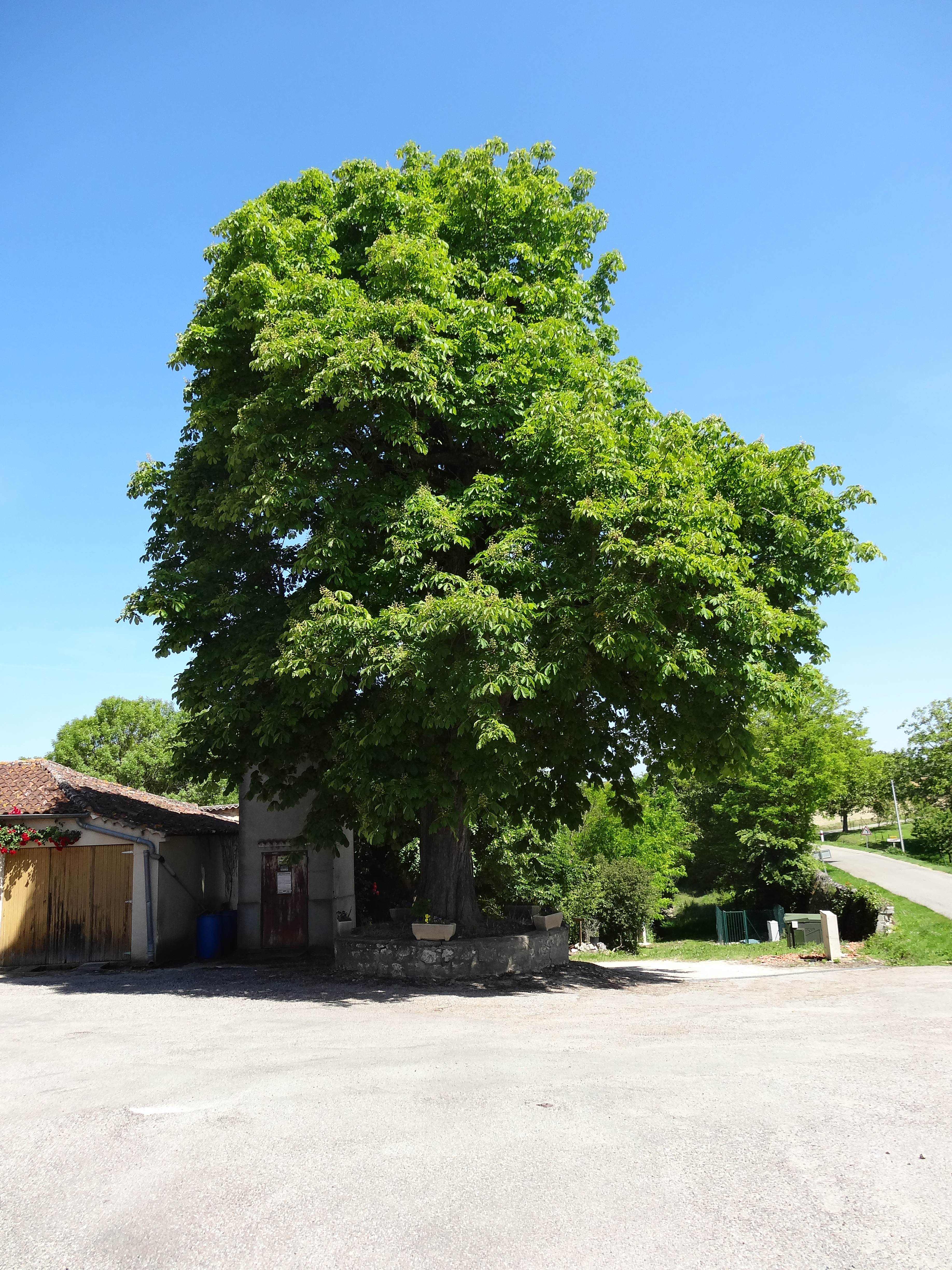
Arbre à l'entrée du village.
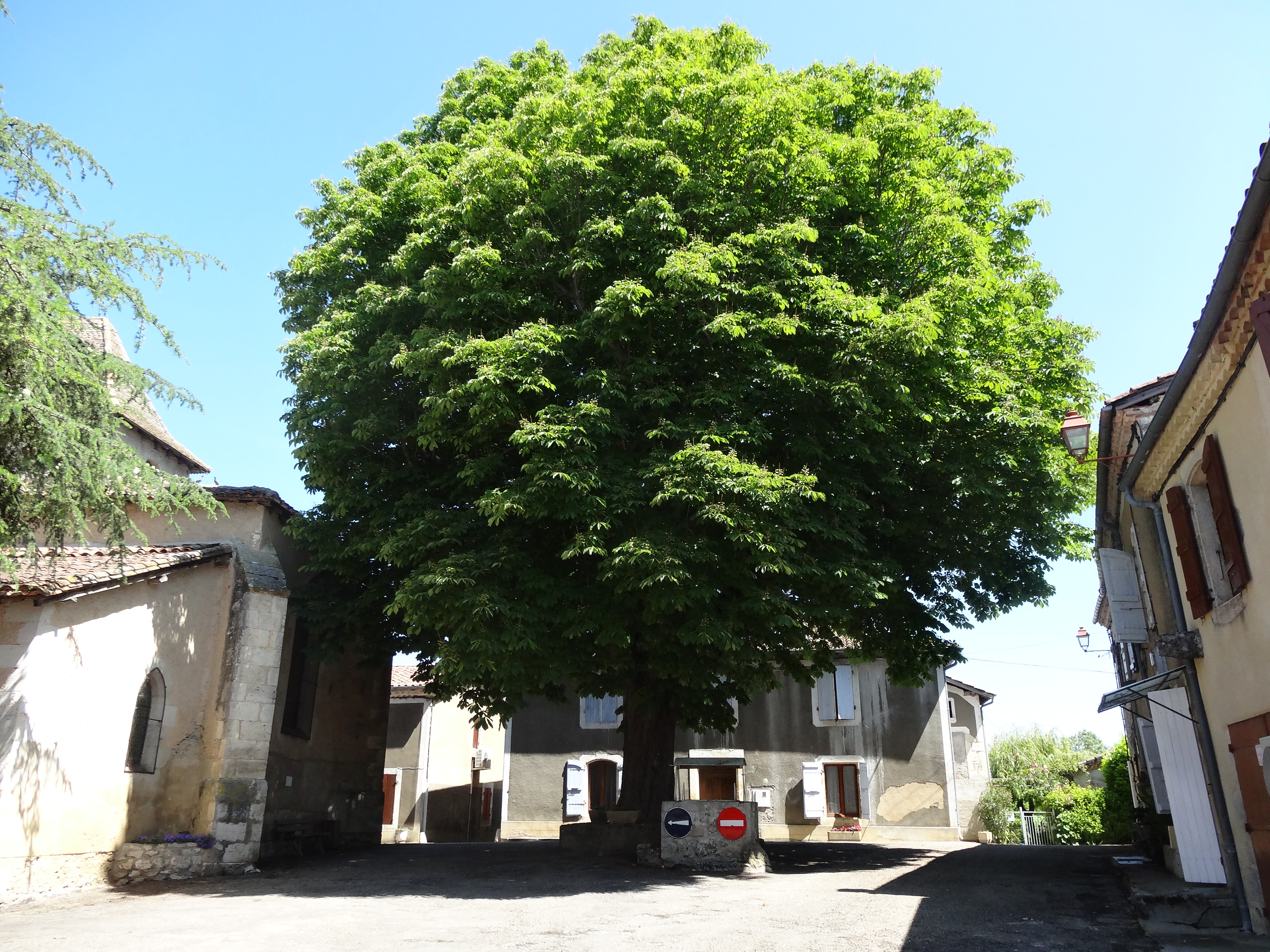
Centre du village.
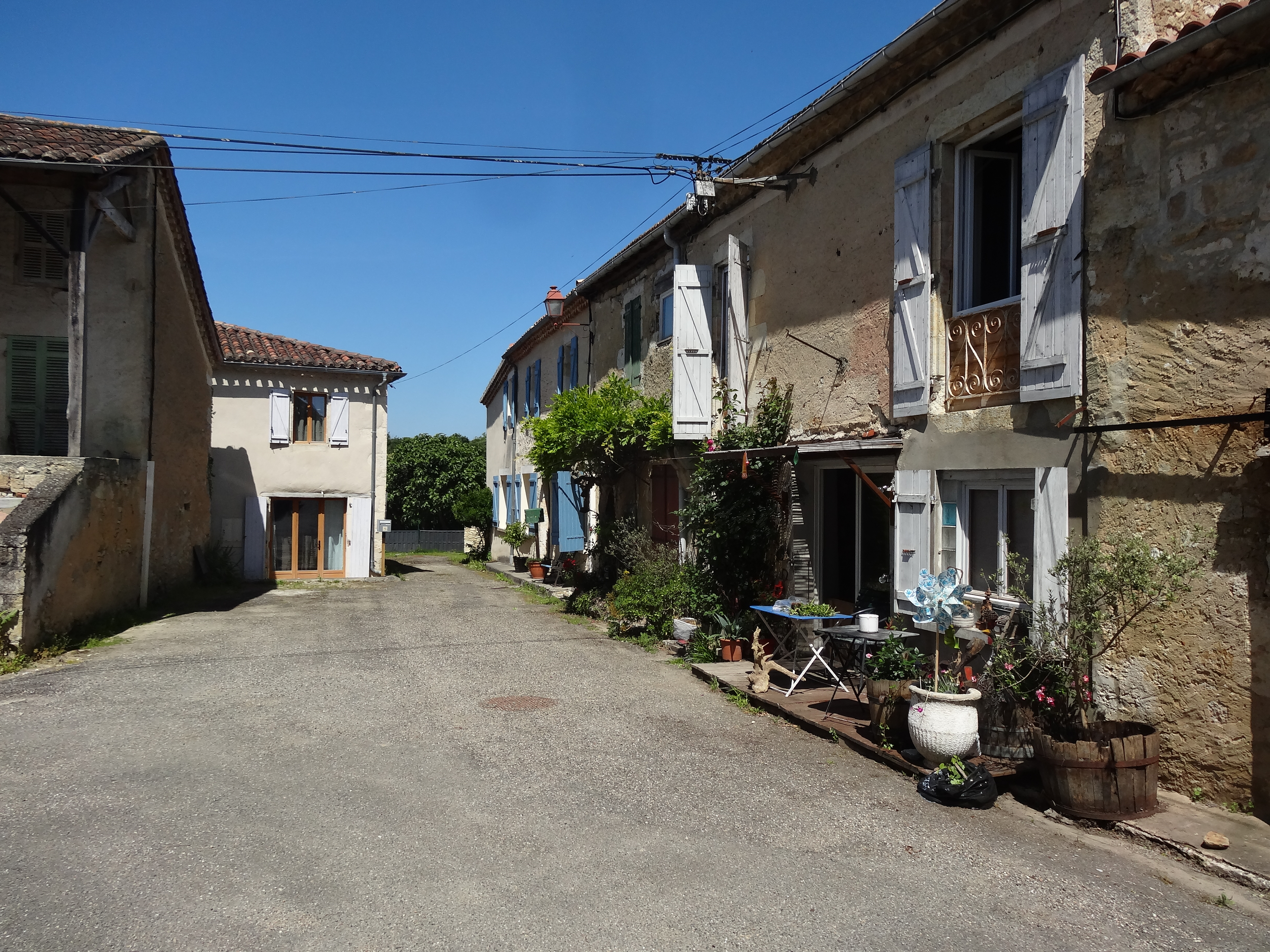
Rue du village.
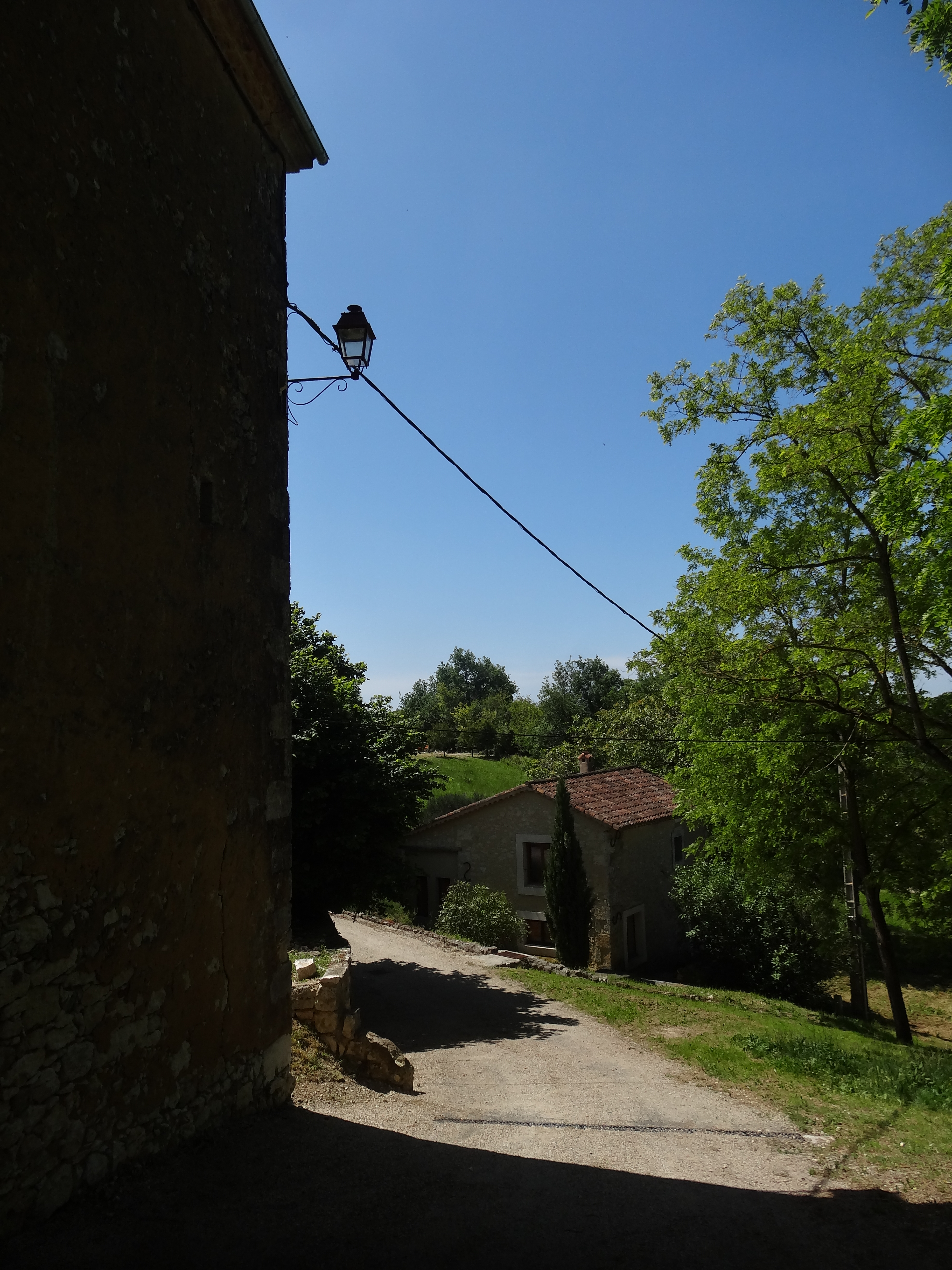
Autre rue du village.

### Personnalités liées à la commune
- Jean-Marie Gèze, homme politique né le 7 mai 1755 à Cézan (Gers) et décédé à une date inconnue.